# Burnt Weeny Sandwich
Burnt Weeny Sandwich es un álbum de Frank Zappa y The Mothers of Invention editado en 1970. 
El álbum es una edición póstuma de The Mothers of Invention, ya que fue editado después de la separación de la banda. Las contribuciones de Ian Underwood son significativas en este álbum. Al igual que Weasels Ripped My Flesh, incluye temas inéditas de The Mothers, mientras Weasels Ripped My Flesh, consta básicamente de temas en directo. Mucho de Burnt Weeny Sandwich es música de estudio y composiciones de Zappa, como la pieza principal del álbum, "The Little House I Used To Live In", que consiste en varios movimientos y con distintos tempos.

## Canciones
Todas las canciones compuestas por Frank Zappa excepto donde se indique.

### Cara A
1. "WPLJ" (Four Deuces) - 3:02
2. "Igor's Boogie, Phase One" - 0:40
3. "Overture to a Holiday in Berlin" - 1:29
4. "Theme From Burnt Weeny Sandwich" - 4:35
5. "Igor's Boogie, Phase Two" - 0:35
6. "Holiday In Berlin, Full Blown" - 6:27
7. "Aybe Sea" - 2:45

### Cara B
1. "Little House I Used to Live In" - 18:42
2. "Valarie" (Jackie and the Starlites) - 3:14

## Personal
- Frank Zappa – órgano, guitarra, voz
- Jimmy Carl Black – percusión, batería
- Roy Estrada – bajo, voz
- Gabby Furggy – voz
- Bunk Gardner – trompa, instrumentos de viento
- Lowell George – guitarra
- Don "Sugarcane" Harris – violín, voz
- Don Preston – bajo, piano, teclados
- Jim Sherwood – guitarra, voz, instrumentos de viento
- Art Tripp – batería
- Ian Underwood – guitarra, piano, teclados, instrumentos de viento

## Producción
- Productor: Frank Zappa
- Ingeniero: Dick Kunc
- Arreglos: Frank Zappa
- Diseño: John Williams
- Diseño portada: Cal Schenkel
- Diseño CD: Ferenc Dobronyl
- Adaptación artística del CD: Cal Schenkel